# Hadsten (plaats)
Hadsten is een voormalige gemeente en plaats in de Deense regio Midden-Jutland, gemeente Favrskov, en telt 7369 inwoners (2007).

## Voormalige gemeente
Hadsten was tot 1 januari 2007 een gemeente met een oppervlakte van 139,05 km². De gemeente telde 11.818 inwoners waarvan 6002 mannen en 5816 vrouwen (cijfers 2005).

## Plaats
Hadsten ligt aan de spoorlijn Århus - Aalborg. Het station wordt ook bediend door de lijn tussen Aarhus en Struer.